# 蠢蛋進化論
《蠢蛋進化論》（英語：Idiocracy）是一部2006年的美國科幻喜劇，由麥克·賈吉導演，他與伊坦·柯亨共同編寫劇本，盧克·威爾遜、玛雅·鲁道夫和戴克斯·夏普德主演。故事講述了美國軍人喬·鮑爾斯（威爾遜飾）參與了一個機密的軍方人體冬眠實驗，但卻意外地在500年後的反乌托邦世界醒來。這個世界商業主義氾濫成災，人類提倡反智主义，完全失去了對知識的渴望以及對社會責任感、正義和人权的追求。
這部電影沒有為評論家放映，發行商二十世紀工作室也被指放棄了這部電影。儘管缺少了主流劇院上映而導致票房收入只有49.5万美元，這部電影受到了很多好評而且成為了一部邪典电影。

## 剧情
2005年，一個美國下士軍官圖書管理員喬·鮑爾斯因為擁有人類平均值的外貌、智商和行為而被選擇參加一項暫停生命的實驗。軍隊又雇了一名女性實驗者妓女麗塔，她的皮條客“Upgrayedd”被軍方賄賂而願意讓她參與實驗。負責實驗的軍官因為在“Upgrayedd”的監護下發展賣淫事業而被捕，實驗由此中斷，原本應該在一年之後被喚醒的喬和麗塔便一直冬眠下去。在接下來的五個世紀裡，21世紀的期望導致了最聰明的人類選擇不生育，而最愚蠢的人類大量生殖（劣生学），導致了人類逐漸變得愚蠢。2505年，喬和麗塔的休眠倉因為垃圾山的崩塌而重新被打開。喬的休眠倉撞進了弗里托·彭德乔的公寓裡。
在這個世界裡，首都華盛頓已經失去了基礎設施，人類非常愚蠢，只能說非常低等的語言，看非常無聊的電視、電影。喬以為自己出現了幻覺，來到醫院檢查，但意識到他已經來到了五百年後，整個社會都已經變得面目全非。他因為沒有現在社會每個人都用來付款的條形碼紋身付醫療費而被捕，弗里托正好是他的律師，但反而指控他闖進自己家，喬因此被送進了監獄。
麗塔發現人們的愚蠢而用她的老本行來騙錢。喬因為一個愚蠢的語音識別紋身機器而被意外地命名為“不確定”，在智商測試中他被確認為所有活著的人中智商最高的。在監獄裡他騙守衛說他應該今天出獄而不是入獄，守衛說他站錯隊了，他就這麼在守衛的面前越獄了。
喬找到了弗里托，讓他帶他去找時光機，他覺得這麼多年過去了，人類肯定已經發明了穿越時空的辦法。他騙弗里托說回到過去後，會在過去為他存錢，這樣弗里托就會變成億萬富翁。弗里托說他知道怎麼去時光機，帶著喬和麗塔到了一個巨大的好市多。但紋身掃描機發現了喬，因而被警察抓了。他意外地被帶到了白宮，因為他是世界上最聰明的人，他被指派為美國內政部長。
在一個演講中，美國現任總統狄維·埃利松多·瑪沃塔·露·赫伯特·卡馬喬向大眾保證，喬會在一周之內解決這個世界的很多問題，包括糧食短缺、霧霾、經濟衰敗。喬發現農作物都在被運動飲料“佈蘭動”灌溉，其同名公司買下了美国食品药品监督管理局、联邦通信委员会和美国农业部。當喬用普通的水取代了“佈蘭動”，“佈蘭動”公司的股價掉到了零，一半的人失業了，造成了暴動。喬被判死刑，需要在怪獸卡車的冲撞比赛中迎戰不敗的“牛肉至尊”。
麗塔和弗里托發現喬給植物澆水終於讓作物發芽，在電視直播喬生死關頭的卡車比賽時，他們讓所有人看到了農作物生長的畫面，總統卡馬喬終於赦免了喬。喬和麗塔決定待在未來，不再試圖回到過去，而最終他們也發現所謂的“時光機”僅僅是一個歷史主體的遊樂場的項目。喬在卡馬喬的任期之後當選了美國總統，他和麗塔結婚並有了世界上最聰明的三個孩子，副總統弗里托有了八個老婆和世界上最傻的32個孩子。在片尾字幕裡，就像麗塔一直擔心的一樣，“Upgrayedd”穿越到了未來找她。